# Leonard Carpenter (veslač)
Leonard Griswold Carpenter, ameriški veslač, * 28. julij 1902, Minneapolis, Minnesota, † 15. maj 1994, Hennepin County.
Carpenter je za Združene države Amerike nastopil kot član osmerca na Poletnih olimpijskih igrah 1924 v Parizu. Ameriški čoln je tam osvojil zlato medaljo.